# Breakthrough Initiatives

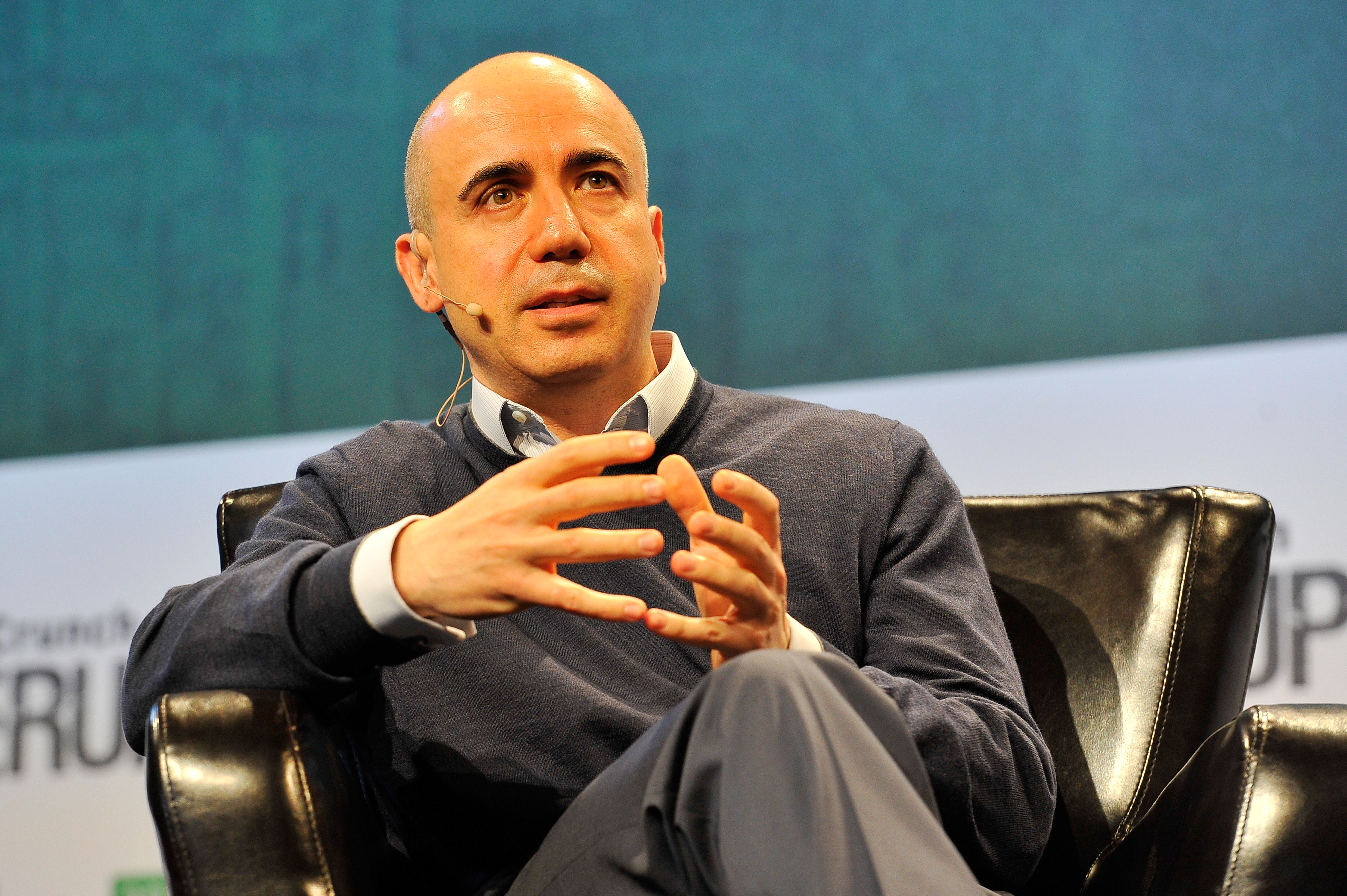
Yuri Milner, natuurkundige en filantroop, oprichter van Breakthrough Initiatives

Breakthrough Initiatives is een op wetenschap gebaseerd onderzoeksprogramma dat zich bezighoudt met de zoektocht naar buitenaardse intelligentie. Binnen het programma worden de fundamentele vragen van het leven in het heelal onderzocht: Zijn wij alleen? Zijn er bewoonbare werelden in onze galactische omgeving? Kunnen we de grote sprong naar de sterren maken? En kunnen we samen denken en handelen - als één wereld in de kosmos?
Het programma werd in juli 2015 opgericht en gefinancierd door de Russische ondernemer Yuri Milner.

## Geschiedenis

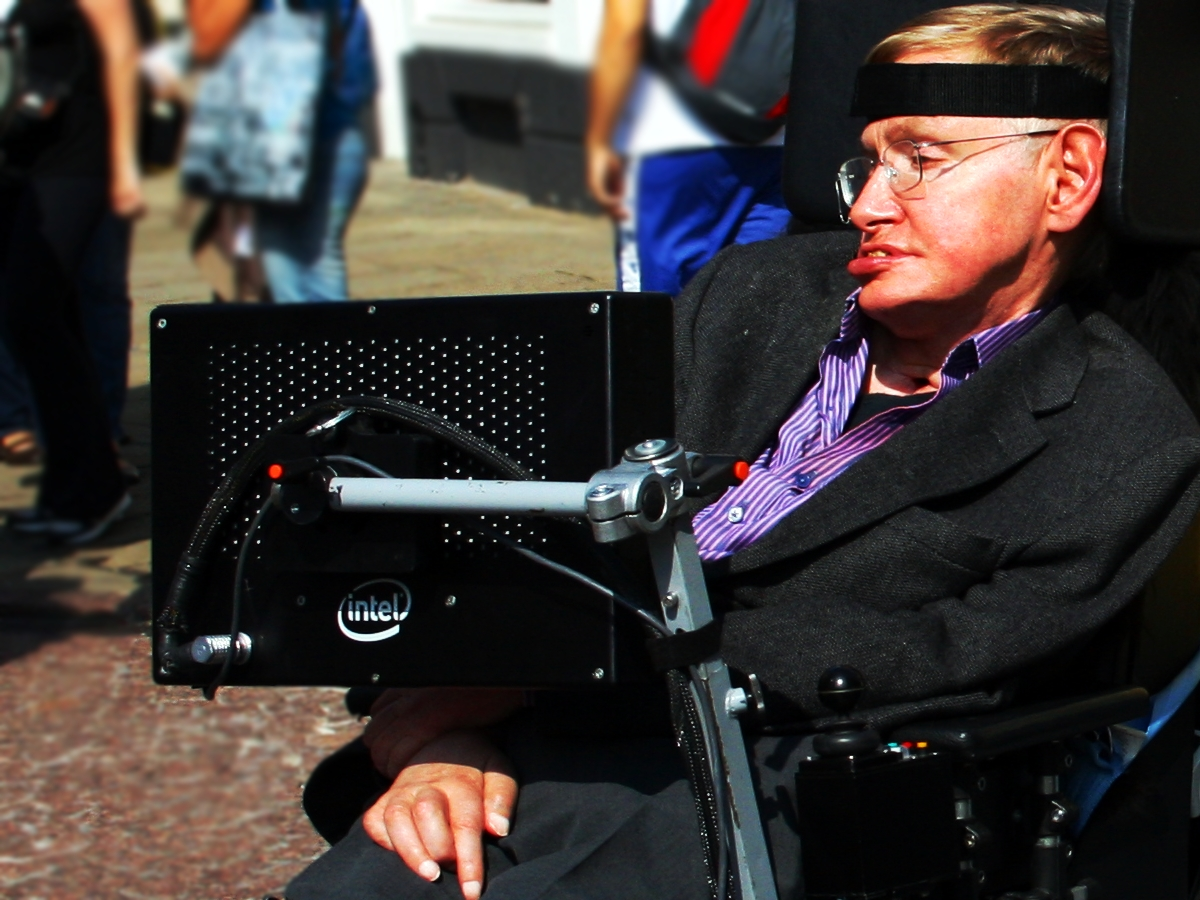
Natuurkundige Stephen Hawking was een van de wetenschappers die een open brief ter ondersteuning van Breakthrough Listen medeondertekenden

Breakthrough Initiatives werd op 20 juli 2015 aangekondigd door de Britse natuurkundige Stephen Hawking in Londen. De Russische miljardair Yuri Milner startte het programma om te zoeken naar intelligent buitenaards leven en te kijken of we berichten de ruimte in kunnen sturen. Bij de start van het programma werd een open brief gepresenteerd, ondertekend door meerdere wetenschappers, waarin ze steun gaven voor een intensievere zoektocht naar buitenaardse radiosignalen. Stephen Hawking zei:
In een oneindig universum moet er ander leven zijn. Er is geen grotere vraag. Het is tijd om het antwoord te vinden.— Stephen Hawking
Met een investering van 100 miljoen dollar hoopt men het tempo van het SETI-onderzoek flink te verhogen, wat bijna twee keer zoveel is als wat NASA jaarlijks uitgaf aan dit onderzoek tussen 1973 en 1993.

## Projecten
Binnen Breakthrough Initiatives bestaan er vijf initiatieven.

### Breakthrough Listen

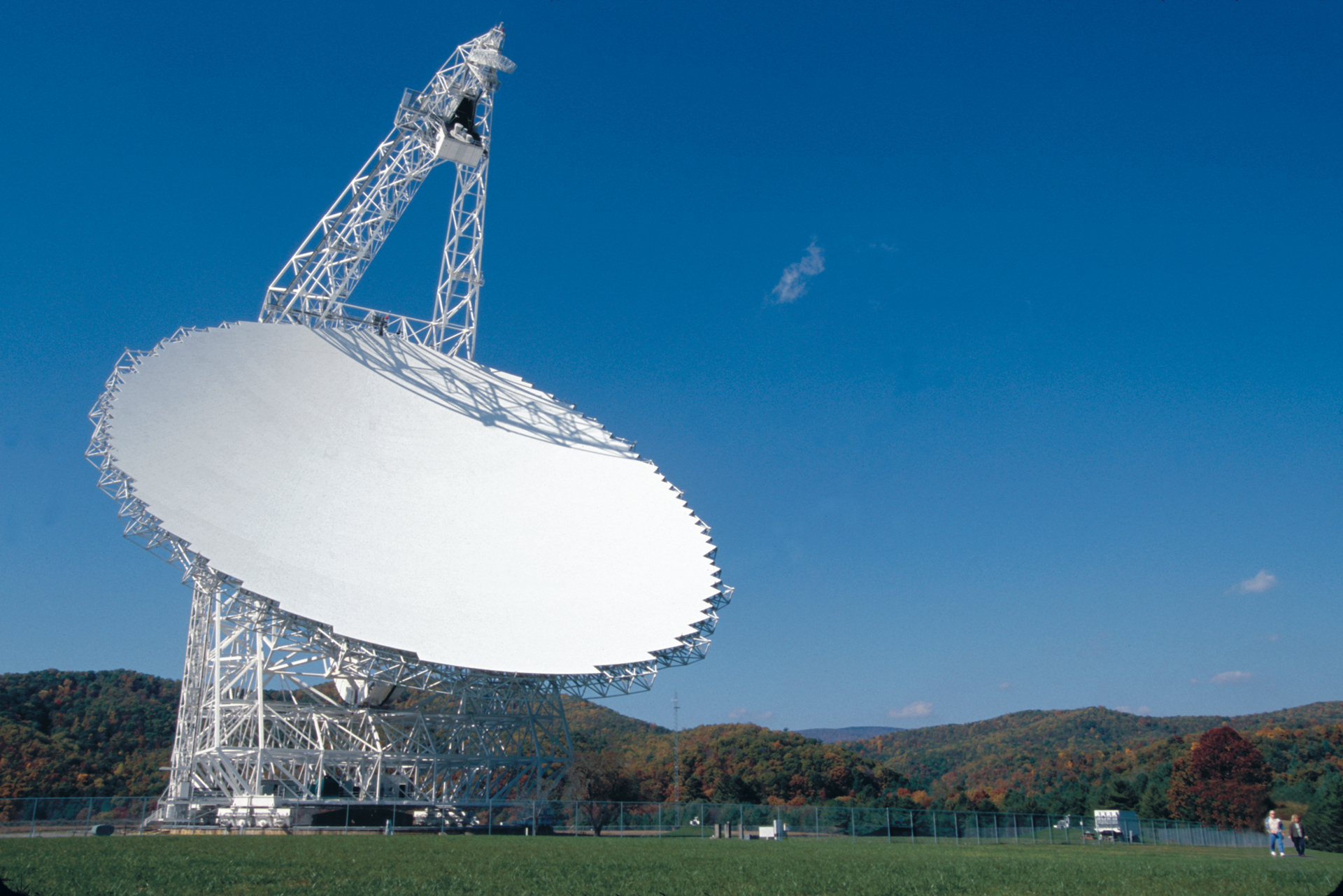
De Green Bank Telescope is een van de radiotelescopen die door het project wordt gebruikt

Breakthrough Listen rich zich op het vinden van bewijs voor buitenaardse beschavingen. Het onderzoekt de 1 miljoen dichtstbijzijnste sterren, het centrum van de Melkweg en het galactische vlak, evenals de 100 dichtstbijzijnste sterrenstelsels buiten de Melkweg. Het programma maakt gebruik van gevoelige instrumenten die vijftig keer gevoeliger zijn dan bestaande radiotelescopen voor het zoeken naar buitenaardse intelligentie.
Daarnaast onderzoekt Breakthrough Listen lasersignalen door middel van spectroscopische methoden, die veel effectiever zijn dan traditionele methoden die zichtbaar licht meten. Deze technieken kunnen lasersignalen opsporen die van veraf komen, zelfs over enorme afstanden in de ruimte. Hierdoor kunnen ze mogelijk zwakke lasersignalen detecteren die normaal gesproken niet zichtbaar zouden zijn met standaard telescopen. Het project maakt gebruik van radiogolfwaarnemingen van het Green Bank Observatory en het Parkes Observatory en waarnemingen van zichtbaar licht van de Automated Planet Finder.
Het programma loopt over een periode van 10 jaar en heeft een budget van 100 miljoen dollar.

### Breakthrough Message
Breakthrough Message richt zich op de ethiek van het versturen van berichten naar de kosmos. Het lanceerde ook een open wedstrijd met een prijzenpot van 1 miljoen dollar om een digitale boodschap te ontwerpen die van de aarde naar een buitenaardse beschaving zou kunnen worden gestuurd. De boodschap zou 'representatief voor de mensheid en de planeet Aarde' moeten zijn. Het programma belooft 'geen enkele boodschap uit te zenden totdat er een wereldwijd debat op hoog niveau van wetenschap en politiek heeft plaatsgevonden over de risico's en voordelen van contact met geavanceerde beschavingen'.

### Breakthrough Starshot

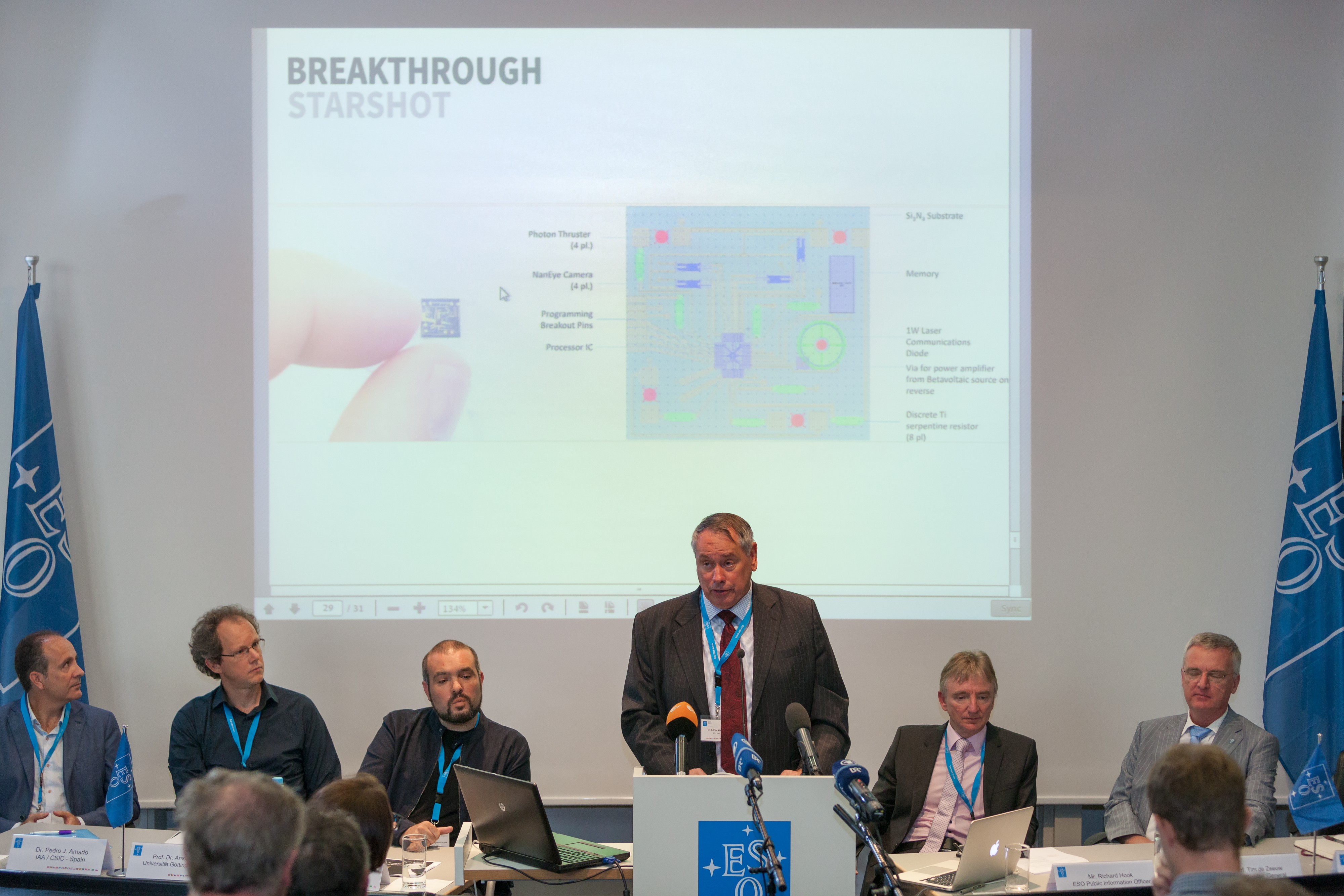
Op 24 augustus 2016 gaf de Europese Zuidelijke Sterrenwacht op haar hoofdkwartier in Duitsland een persconferentie om de aankondiging van exoplaneet Proxima Centauri b te bespreken

Breakthrough Starshot richt zich op het ontwikkelen van technologie voor ultra-snelle ruimtevaart aangedreven door licht. Het doel is om kleine ruimtesatellieten met lichtzeilen naar snelheden van meer dan 215 miljoen kilometer per uur te brengen. Dit zou het mogelijk maken om in iets meer dan 20 jaar naar het dichtstbijzijnde sterrenstelsel, Alpha Centauri, te reizen en beelden te sturen van de planeten daar, zoals Proxima Centauri b, een exoplaneet ter grootte van de Aarde die zich in de bewoonbare zone bevindt. Het zou echter wel ongeveer 4 jaar duren om de Aarde op de hoogte te brengen van een succesvolle aankomst. Het project wil de haalbaarheid van deze technologie aantonen en de basis leggen voor een eerste missie naar Alpha Centauri in de komende generatie. Het kan ook bijdragen aan andere wetenschappelijke doorbraken, zoals de verkenning van het zonnestelsel en het opsporen van asteroïden. Het project richt zich op transparantie en open toegang, en biedt onderzoeksbeurzen en financiering voor relevant wetenschappelijk onderzoek en ontwikkeling.

### Breakthrough Watch
Breakthrough Watch richt zich op het ontwikkelen van technologieën, zowel op Aarde als in de ruimte, om Aarde-achtige planeten in onze kosmische buurt te vinden en te onderzoeken of ze leven herbergen. Het project heeft als doel Aarde-grote, rotsachtige planeten rond Alpha Centauri en andere sterren binnen 20 lichtjaar van de aarde te identificeren en te karakteriseren, op zoek naar zuurstof en andere biosignaturen die mogelijk wijzen op het bestaan van leven. Het project heeft een waarde van miljoenen dollars en heeft bijgedragen aan de ontwikkeling van nieuwe telescooptechnologieën, zoals VISIR (VLT Imager and Spectrometer for the mid-InfraRed) bij de Very Large Telescope in Chili.

### Breakthrough Discuss
Breakthrough Discuss is een jaarlijkse academische conferentie die zich richt op het verkennen van leven in het universum en ruimte-exploratie. Het brengt wetenschappers uit verschillende vakgebieden samen, waaronder astrobiologie, kunstmatige intelligentie en ruimtevaart. Het doel is ideeën te delen en discussies te voeren over de toekomst van wetenschappelijk onderzoek.